# Sutruque-Nacunte
Sutruque-Nacunte ou Sutruque-Nacunte I (Shutruk-Nahhunte) foi rei de Elão que reinou por volta de 1 185 a.C. à 1 155 a.C. Ele e seus filhos Cutir-Nacunte III e Silaque-Insusinaque trouxeram seu apogeu ao reino elamita.

## História

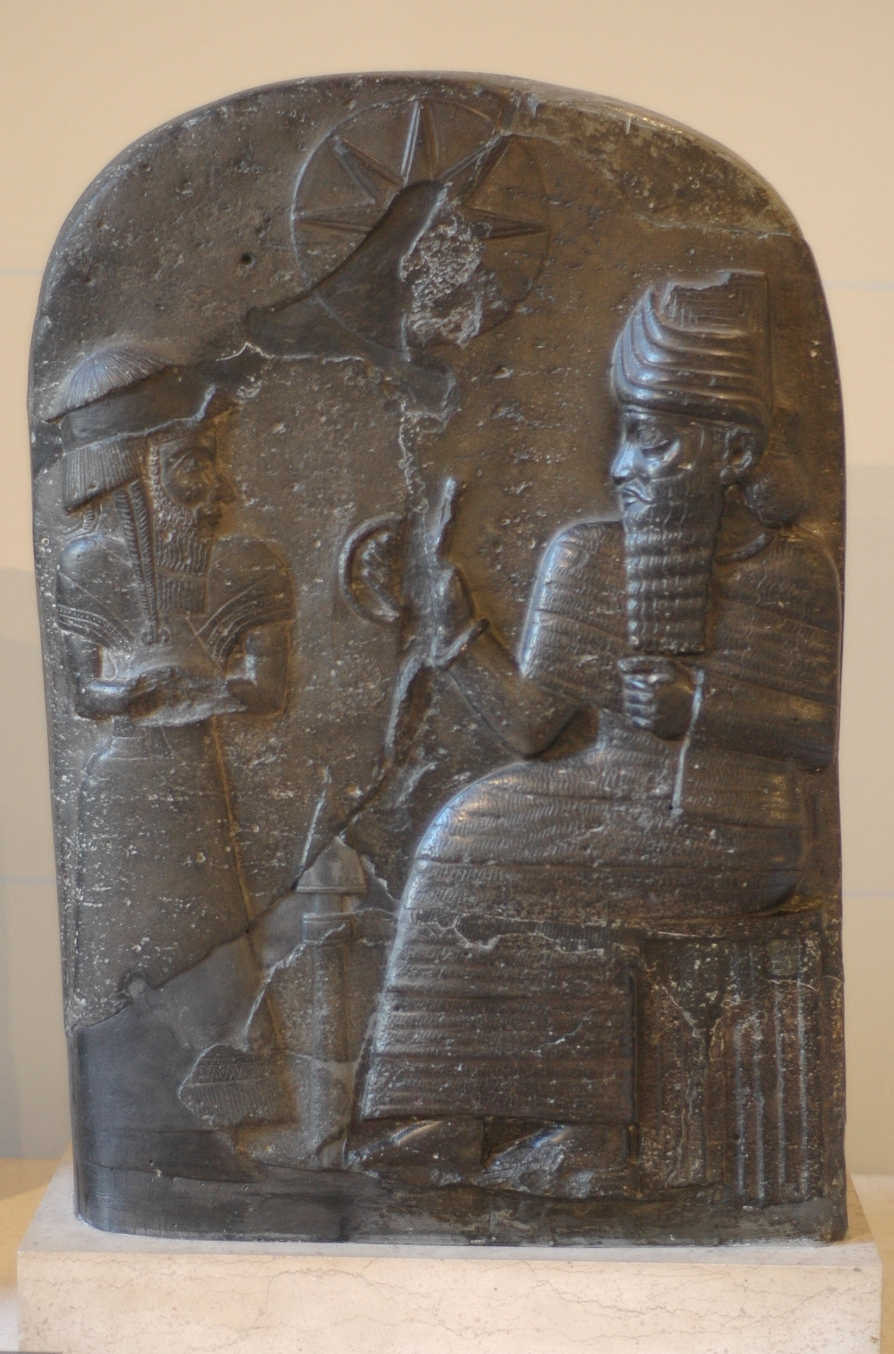
Estela babilônica roubada por um rei elamita desconhecido

Nascido em Susã, Sutruque-Nacunte lançou várias expedições militares contra o Império Babilônico, cuja história é registrada em várias estelas. O exército foi assim implantado no sul da Babilônia, atravessando o rio Carum, conquistando cidades e vilas e impondo pesados tributos de ouro e prata a seus habitantes. Assim caíram Esnuna, Dur-Curigalzu e Sipar. Depois de tomar as cidades do baixo Diala, seguiu para o oeste, em direção ao Eufrates, conquistando Sipar, dividindo a Babilônia em duas partes, descendo para o sul, em direção a Quis e conquistando a capital, quase sem resistência.
Houve também uma imensa invasão de obras de arte, que foram trazidas a Susa: uma estátua de Manistusu, de Esnuna, a Estela de Narã-Sim da Acádia, de Sipar, o obelisco de Manistusu, de Acádia e, talvez, uma estela com o Código de Hamurabi. Extraindo dos templos os testemunhos de seu passado de prestígio, Sutruque-Nacunte tentou conquistar, de alguma maneira, não apenas o país, mas as fontes dessa civilização.
Durante seu reinado, a escrita acadiana foi abandonada e ele começou a usar a palavra Elamita, também uma escrita cuneiforme, mas mais complexa.